# 초성체
초성체(初聲體)란 한글자모의 초성만을 따 쓴 단어, 또는 그 형식으로 인터넷상에서 자주 사용된다. 이를테면 초성체를 ㅊㅅㅊ로 쓰는 방식이다. 처음에는 웃음소리를 나타내는 의성어 (ㅋㅋ, ㅎㅎ, ㄴㄴ, ㄱㄱ 등)에서 발달하여 점차 보통 단어를 암시적으로 또는 비밀스럽게 나타내는 표현형식의 하나로 사용되기 시작했다. 점점 규모가 커지면서 외국에까지 널리 쓰이는 일반 명사가 따로 없는 신조어이다. 인터넷 채팅 검열을 피하기 위해 사용하기도 한다.

## 역사
초성만을 활용한 문체가 등장한 것은 한글의 역사에서 비교적 최근에 벌어진 양상이다. 1963년 조선일보 신춘문예에서 당선된 소설가 전상국의 작품 <동행>이 신문에 게재되었는데, 소설 마지막 단락에서 "그러면서 그는 느닷없이 웃음을 터뜨리는 것이었다. ㅎㅎㅎㅎㅎㅎㅎ…."라는 표현을 사용하였다. 그 의도에 대해 전상국은 "독자의 상상력을 자극하기 위한 문학적 장치로 'ㅎㅎ'을 사용했다"고 밝혔다.
1990년대 중반 PC통신 유행과 함께 발달한 채팅 문화는 초성체의 본격적인 등장을 알렸다. 채팅 시 인삿말인 '하이루'를 초성으로 줄여 'ㅎㅇ'만으로 쓴 것이 대표적이었다. 디시인사이드 창업자 김유식은 초성체로 "PC통신 시절 동호회 안에서 친한 사람들끼리 안부를 물으며" 사용했다면서, "편리했지만 당시만 하더라도 예의 없다는 인식이 커서 정말 친한 친구끼리만 사용하던 정도"라고 밝힌 바 있다. 채팅에서 출발한 초성체는 온라인 게임을 비롯해 인터넷 문화 전반으로 확대되었다. 특히 1998년 출시된 스타크래프트 붐과 함께 게임 유저들 사이에서 공격 신호를 'ㄱㄱ (고고)', 웃음을 'ㅋㅋ (크크)'로 줄여 표현하는 경우가 생겼고, 인터넷 커뮤니티상에서는 욕설과 비속어 제재를 피하기 위해서 욕을 초성체로 쓰기 시작하였다.
인터넷 문화가 무르익던 2000년대에는 아직 신조어의 한 갈래로 취급되는 경우가 적지 않았으나, 2010년대 스마트폰 보급 확산으로 일상생활이 스마트폰을 중심으로 돌아가게 되면서 초성체를 비롯한 인터넷 소통 문화도 일상화되기 시작하였다. 정덕현 문화평론가는 "채팅 기반의 비대면 소통이 주류가 된 2010년대 이후에는 소통의 편의성뿐만 아니라 재미를 위해 초성체를 쓰는 이가 늘었다"면서, 아무런 규칙이나 합의 없이 만들어낸 초성으로 퀴즈를 내는 '초성 퀴즈'도 함께 유행했다"고 말했다.

## 같이 보기
- ㅋㅋ
- 초성퀴즈
- 이모티콘